# Posoqueria palustris
Posoqueria palustris är en måreväxtart som beskrevs av Carl Friedrich Philipp von Martius. Posoqueria palustris ingår i släktet Posoqueria och familjen måreväxter. Inga underarter finns listade i Catalogue of Life.